# جمعية تطوير كليات إدارة الأعمال أي أي سي أس بي
جمعية تطوير كليات إدارة الأعمال وهي منظمة مهنية أمريكية تم تأسيسها عام 1916 لتقديم الاعتماد لكليات إدارة الأعمال وكانت تُعرف سابقًا باسم الرابطة الأمريكية لمدارس الأعمال التجارية والرابطة الدولية لتعليم الإدارة.
كانت تسمى سابقا الجمعية الأمريكية لمدارس الأعمال الجماعية 1925الرابطة الدولية لتعليم الإدارة 1997جمعية تطوير كليات الأعمال الجامعية 2001.
ليس كل أعضاء الجمعية معتمدين، ف92 من المدارس ليست هادفة للربح.وفي عام 2016 تم الاعتراف من قبل المجلس اعتماد التعليم العالي الغير هادف للربح.

## التاريخ
في عام1916م تأسست الجمعية الأمريكية لكليات إدارة الأعمال كهيئة اعتماد من قبل مجموعة من سبع عشرة جامعة وكلية أمريكية، وقد تم الاعتماد الأول في عام 1919 لسنوات عديدة، اعتمدت فقط لكليات إدارة الأعمال، ولكن في الجزء الأخير من القرن العشرين دافعت عن نهج دولي أكثر لتعليم إدارة الأعمال، وكانت أول مدرسة تم اعتمادها خارج الولايات المتحدة هي جامعة ألبرتا في عام 1968 والأولى خارج أمريكا الشمالية كانت مدرسة الأعمال الفرنسية إي إس إي إي سي في عام1997.روبرت س. سوليفان عميد كلية رادي للإدارة، فقد أصبح رئيسًا للجمعية في عام 2013 وكانت الجمعية عضوًا معترفًا به في مجلس اعتماد التعليم العالي حتى عام 2016 ، وعندها انسحبت الجمعية من مجلس اعتماد التعليم العالي في سبتمبر 2016، وفي عام 2019  حصلت على شهادة ايزو9001 وهي شهادة معيار دولي لتحسين الجودة.

## راجع أيضا
قائمة المدارس المعتمدة من أي أي سي إس بي  للأعمال.
قائمة المدارس المعتمدة من أي أي سي إس بي  (المحاسبة) الاعتماد الثلاثي.

## الملاحظات
المؤسسات التأسيسية هي:جامعة كولومبيا  وجامعة كورنيل، كلية دارتموث، جامعة هارفارد، جامعة نيويورك، جامعة نورث وسترن، جامعة ولاية أوهايو، جامعة تولين، جامعة كاليفورنيا، بيركلي، جامعة شيكاغو، جامعة إلينوي في أوربانا شامبين، وجامعة نبراسكا - لينكولن، وجامعة بنسلفانيا، وجامعة بيتسبرغ، وجامعة تكساس في أوستن، وجامعة ويسكونسن بماديسون وجامعة ييل

## قراءات إضافية
أندريا إيفرارد، جينيفر إدموندز، كنت بيير 2013. الآثار الطولية للرسالة -التركيز على مصداقية إي إس إس إي. مجلة التطوير الإداري 32 (9): 995-1003 دبليو فرانسيسكو، ت. نولاند، دي سنكلاري 2008.
اعتماد إي إس إس إي سي: رمز التميز أو المسيرة نحو الرداءة.
مجلة التدريس والتعليم بالكلية 5 (5): 25-30 هارولد هاميلتون 2000. اعتماد أي أي سي أي بي، هل يجب أن تكون تكلفة المدرسة قليلة؟ دراسة حالة وقائع الجمعية الأمريكية للأعمال التجارية والعلوم السلوكية قسم مسار الإدارة 17-21 فبراير 2000، لاس فيغاس، نيفادا: 205-206 أنتوني لوري، هيو ويلموت 2009. مرض الاعتماد في استهلاك تعليم إدارة الأعمال: الفراغ في وضع معيار أي أي سي إس بي.
التعليم الإداري
40 (4): 411-420 ن. أورويج، ر. فيني 2007. تحليل بيانات مهمة أي أي سي أي بي - المدارس المعتمدة. مراجعة التنافسية 17 (4): 261-273 إي جيه روميرو (2008). اعتماد أي أي سي أي بي: معالجة مخاوف أعضاء هيئة التدريس. أكاديمية التعلم الإداري والتعليم 7 (2): 245 ~ 255 ج. يونكر 2000.
القيام بالأشياء بالطريقة الصعبة - المشكلات المتعلقة بمعايير اعتماد أي أي سي أي بي المرتبطة بالمهمة ومقترحات للتحسين. مجلة التربية للأعمال 75 (6): 348-353